# Giovanni (nome)
Giovanni  è un nome proprio di persona italiano maschile.

## Varianti
- Maschili: Iovanni[4]
  - Alterati: Giovannino[2][4], Giovannico[2][4]
  - Ipocoristici: Gianni[1][2], Nino, Ianni, Nanni[1], Vanni[2], Zanni[2]
  - Composti: Giovanni Battista[4], Giovanni Maria[4] (per altri composti, vedi Gianni)
- Femminili: Giovanna[2][4][5]

### Varianti in altre lingue
Di seguito si trova una lista delle varianti del nome in altre lingue:
- Albanese: Gjon
- Amarico: ዮሃነስ (Yohannes")[senza fonte]
- Arabo: يحيى (Yaḥyā), يوحنّا  (Yuḥanna)
- Armeno: Հովհաննես (Hovhannes), Յովհաննէս (Yovhannes), Օհաննես (Ohannes)
- Basco: Ganix, Ion, Jon
- Basso-tedesco: Johan
- Bielorusso: Ян (Jan)
- Bretone: Yann
- Bulgaro: Иван (Ivan), Ян (Jan), Йоан (Joan)
- Catalano: Jan, Joan
- Ceco: Jan, Johan, Ivan
- Cornico: Jowan
- Corso: Ghjuvan
- Croato: Ivan
- Danese: Jens, Jan, Jon, Johan, Johannes
- Ebraico: יְהוֹחָנָן (Yehochanan, Yehohanan, Y'hohanan)[2][3][4], יוֹחָנָן (Yochanan, Yohanan)[3][4]
- Emiliano: Żvân[6][7]
- Esperanto: Johano
- Estone: Jaan, Juhan, Johannes
- Finlandese: Joni, Jouni, Juhana, Juhani, Janne, Johannes
- Francese: Jean[2][3], Yann
  - Francese antico: Jan[3], Jean[3], Jehan[3]
  - Francese medio: Jehan
- Friulano: Zuan, Nani, Neto, Zan, Zaneto, Zuane, Gjovane, Joane, Nane, Zuanine
- Galiziano: Xoán
- Gallese: Ifan, Iefan, Ieuan[3], Efan[3], Evan[3], Ioan[3], Iwan, Siôn
- Georgiano: ივანე (Ivane), იოანე (Ioane)
- Greco biblico: Ἰωάννης (Ioannes)[3]
- Greco moderno: Γιαννη (Giannī), Γιάννης (Giannīs), Ιωάννης (Iōannīs)
- Hawaiiano: Keoni
- Inglese: John[2][3], Ian, Sean[2]
  - Medio inglese: Hann, Jan[3], Jon[3]
- Irlandese: Eoin, Seán
- Islandese: Jóhannes, Jóhann, Jón
- Latino: Iohannes, Johannes[3], Joannes[3]
- Lettone: Jānis
- Ligure: Zane, Gioan, Gioane[8]
- Limburghese: Sjang, Sjeng
- Lituano: Jonas
- Macedone: Јован (Jovan), Иван (Ivan)
- Maltese: Ġwann, Ġan, Ġanni[senza fonte]
- Mannese: Ean, Juan
- Norvegese: Jan, Jens, Johan, Johannes, Jon
- Occitano: Joan
- Olandese: Johannes, Johan, Jan[3]
- Persiano: یحیى (Yahya)
- Polacco: Jan, Janusz, Iwan
- Portoghese: João[3], Ivo, Ivã
- Romeno: Ioan, Ion
- Russo: Иван (Ivan)[2][3], Иоанн (Ioann)
- Sami: Juhán
- Scozzese: Iain, Ian, Eoin
- Serbo: Јован (Jovan), Иван (Ivan)
- Slovacco: Ján
- Sloveno: Jan, Janez, Žan, Anže, Ivan
- Spagnolo: Juan[2][3], Xuan, Iván
- Svedese: Jan, Jens, Johan, Johannes, Jon
- Tedesco: Johannes, Johann[3], Jan
- Turco: Yahya
- Ucraino: Іван (Ivan)
- Ungherese: János

1. ↑  Tutte le varianti elencate qui sopra sono verificabili, salvo diversamente specificato, alla nota 1.

#### Forme alterate e ipocoristiche
Analogamente all'italiano, anche nelle altre lingue Giovanni conta un gran numero di forme ipocoristiche e alterate:
- Armeno: Հովիկ (Hovik), Հովո (Hovo)
- Basso-tedesco: Hanke
- Bretone: Yanick, Yannic, Yannick
- Bulgaro: Янко (Janko)
- Ceco: Janek, Honza
- Croato: Janko
- Danese: Jannik, Jannick, Hans
- Esperanto: Joĉjo
- Finlandese: Jani, Hannes, Hannu, Juha, Juho, Jukka, Jussi
- Francese: Jeannot, Yanick, Yannic, Yannick
- Gallese: Ianto
- Georgiano: ვანო (Vano)
- Inglese: Johnny[2], Johnnie, Johnie
  - Medio inglese: Hankin, Hank, Jankin, Jackin
- Ligure: Gioanin, Gioaninetto, Zänetto, Nan, Nanni, Nanin[8], Nane[9]
- Macedone: Иво (Ivo)
- Norvegese: Hans
- Olandese: Jo, Joop, Hans[3], Hannes, Hanne
- Polacco: Janek
- Portoghese: Joãozinho, Jão, Jo
- Romeno: Iancu, Ionel, Ionuţ, Nelu
- Russo: Ваня (Vanja)[2][10], Ванька (Van'ka)[10], Ванечка (Vanečka)[10], Ванюшка (Vanjuška)[10], Иванушка (Ivanuška)[11]
- Sardo: Giuanne (Jiuanne), Nanneddu, Nanni, Nino, Nannino
- Serbo: Иво (Ivo), Ивица (Ivica), Јанко (Janko), Вања (Vanja)
- Slovacco: Janko
- Sloveno: Janko
- Spagnolo: Juanito[2]
- Svedese: Hampus, Hannes, Hans, Hasse, Janne, Jonis
- Tedesco: Hans, Hannes, Hanno[12], Jo
- Ungherese: Jani, Jancsi, Janika

1. ↑  Le forme alterate e gli ipocoristici elencati di seguito sono verificabili, salvo diversamente specificato, alla nota 1.

## Origine e diffusione

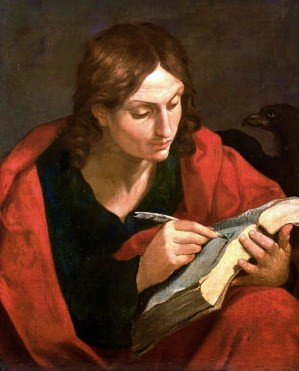
San Giovanni evangelista in un dipinto di Guido Reni

Deriva dall'antico nome ebraico יוֹחָנָן (Yochanan), una forma ipocoristica di יהוחנן (Yehōchānān), traslato, attraverso l'adattamento greco Ἰωάννης (Ioannes), nei nomi latini Joannes e Johannes; è composto da Yehō- (o Yah, abbreviazione di Yahweh, che è l'appellativo dato a Dio nella tradizione ebraica) e da chānān (o hanan, dalla stessa radice di Anna, che significa "ebbe misericordia", o "ebbe grazia" o "fu misericordioso"): il significato complessivo può essere dunque interpretato come "YHWH è misericordioso" o "YHWH ha favorito", forse in riferimento alla nascita di un figlio lungamente atteso.
Si tratta alfine di un nome biblico, portato da due importanti personaggi neo-testamentari, a cui deve la sua iniziale fortuna: Giovanni il Battista, profeta considerato precursore di Gesù, e l'apostolo Giovanni, comunemente considerato anche l'autore del Vangelo di Giovanni e dell'Apocalisse.
Grazie ad essi il nome venne adottato già dai primi cristiani; inizialmente conobbe più diffusione nell'Oriente cristiano, in particolare a Bisanzio (dove venne portato da otto imperatori bizantini); cominciò ad essere usato comunemente anche in Europa occidentale dopo la prima crociata, ottenendo grande popolarità e finendo per essere portato da numerosissime importanti figure storiche, culturali e religiose, inclusi ventitre papi e i sovrani di vari stati fra cui Spagna, Portogallo, Svezia, Danimarca, Austria, Francia, Borgogna, Inghilterra, Polonia, Ungheria, Bulgaria, Russia ed Etiopia (anche se, va detto, la continuata popolarità del nome è stata sostenuta soprattutto dalla miriade di altri santi e beati così chiamati che si sono susseguiti dal Medioevo in avanti).
In Italia, secondo dati raccolti negli anni settanta, è stato il secondo nome per diffusione, preceduto solo da Giuseppe e seguito da Antonio; è ben attestato in tutte le regioni (ma con la forma "Giovannico" tipica della Sardegna). In Inghilterra divenne talmente comune che, nel tardo Medioevo, era portato da circa un quinto di tutti i maschi inglesi; nel XIV secolo rivaleggiava in popolarità con William, ed era utilizzato, al pari dell'italiano Tizio, come appellativo per indicare una persona qualunque.
Da Giovanni e dalle sue varianti derivano numerosi cognomi patronimici italiani, ad esempio Jannacci, Iannarilli, Zanetti, Vanni; lo stesso accade anche in altre lingue, ad esempio con Johansson, Johnson e via dicendo.

## Onomastico

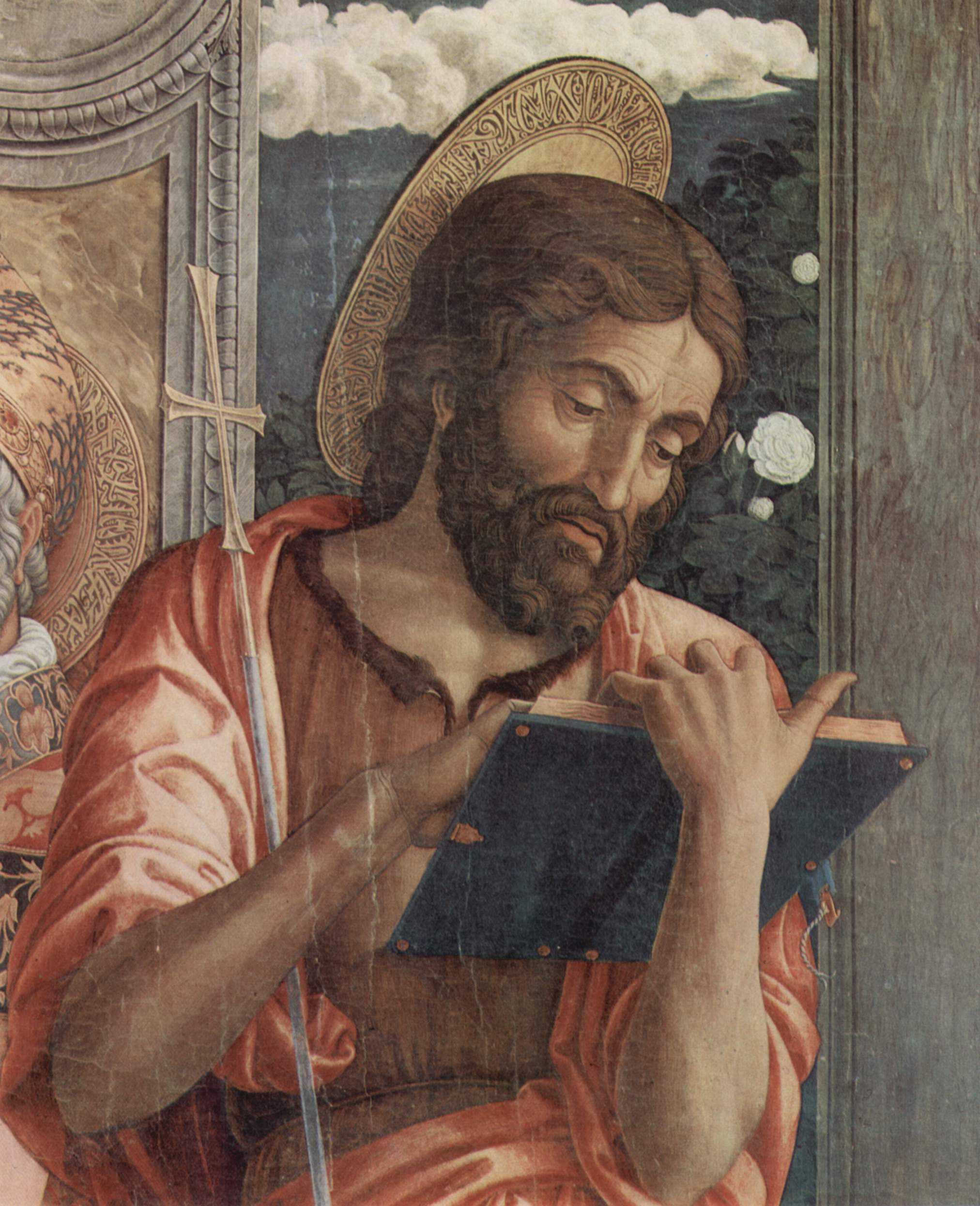
San Giovanni Battista (dipinto di Andrea Mantegna)

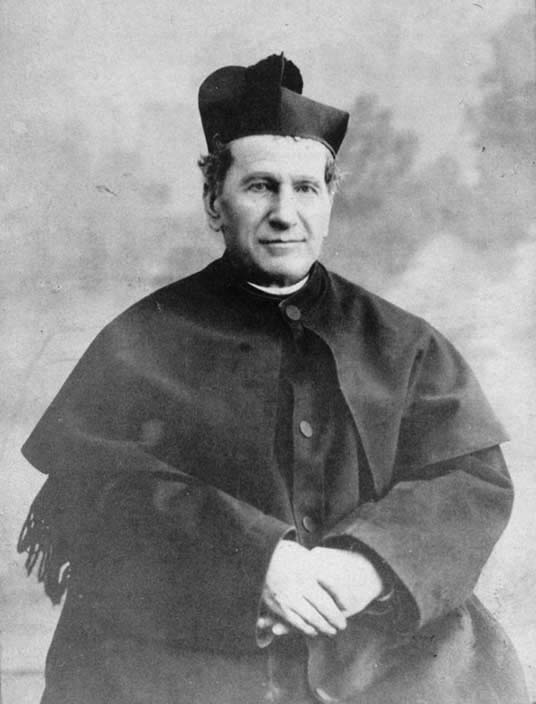
San Giovanni Bosco

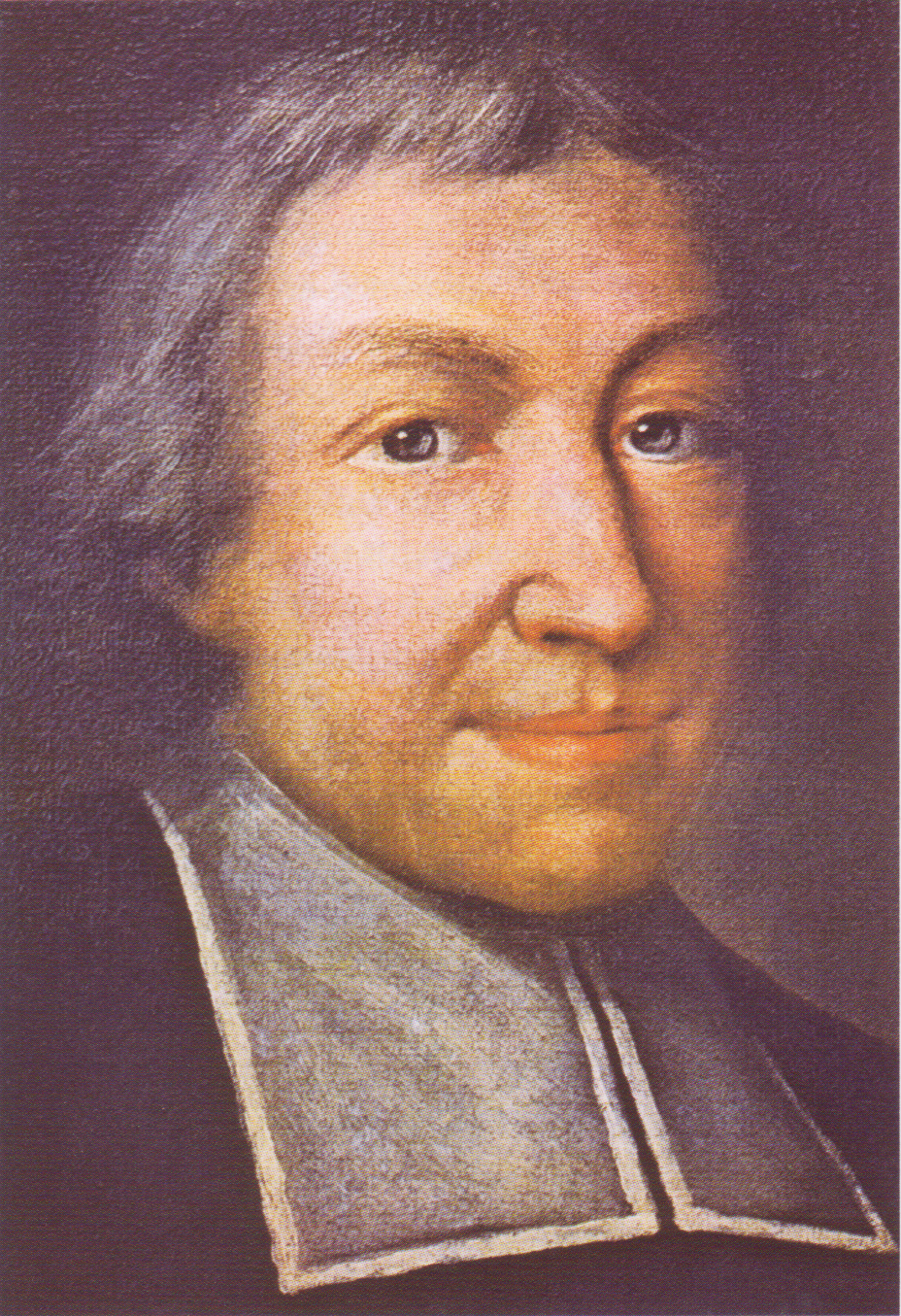
San Giovanni Battista de La Salle

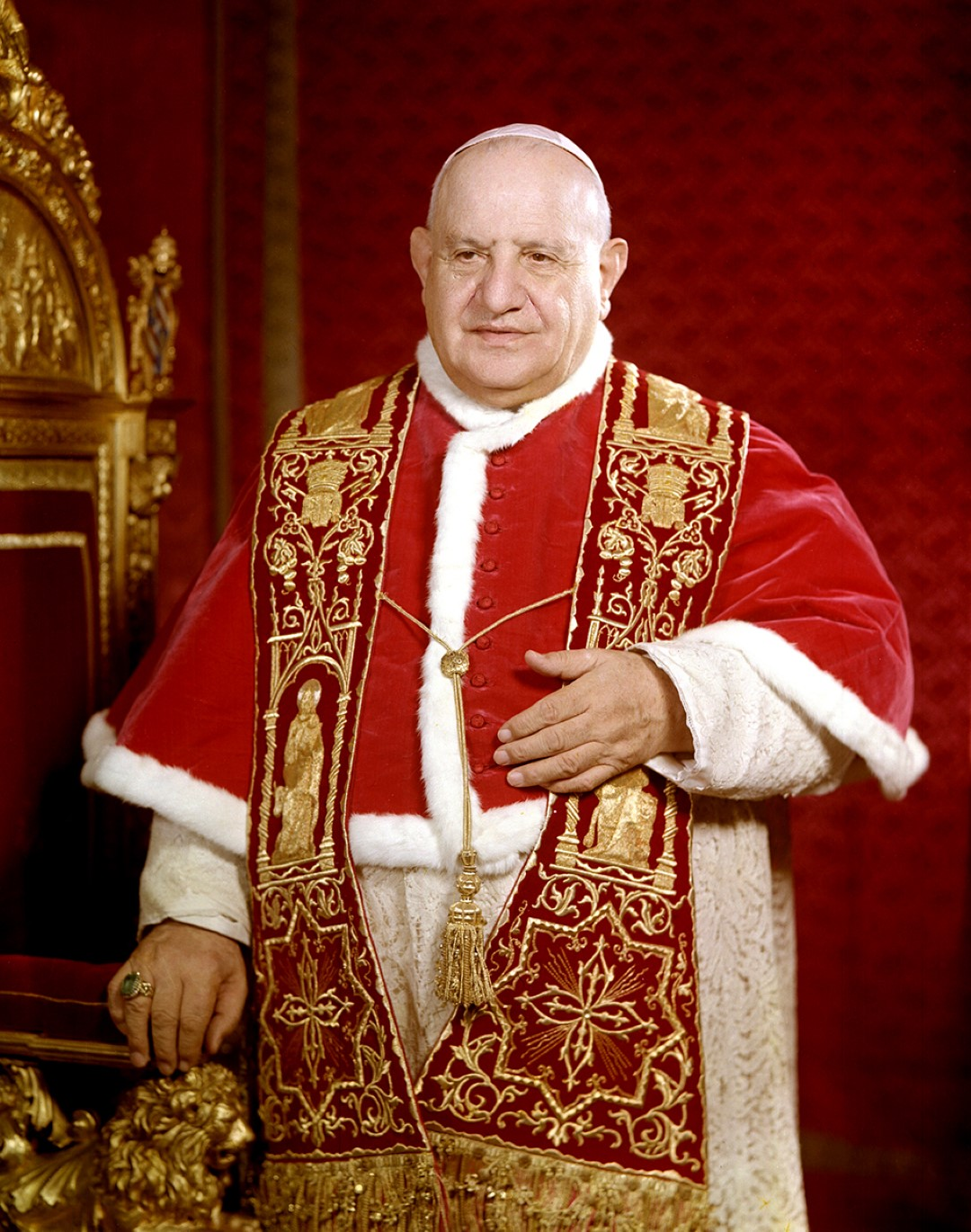
Papa Giovanni XXIII

Generalmente, l'onomastico si festeggia in memoria dei due santi maggiori a portare questo nome, Giovanni Battista e Giovanni apostolo ed evangelista; il primo è commemorato dai cattolici il 24 giugno (nascita) e il 29 agosto (morte), e dagli ortodossi il 7 gennaio; il secondo è ricordato il 27 dicembre dai cattolici e l'8 maggio dagli ortodossi. Sono però moltissimi i santi e i beati con questo nome, oltre trecento; tra di essi si ricordano, alle date seguenti:
- 1º gennaio, beato Giovanni da Montecorvino, missionario e vescovo di Pechino
- 2 gennaio, san Giovanni il Buono, vescovo di Milano
- 5 gennaio, san Giovanni Nepomuceno Neumann (Jan Nepomuk Neumann), vescovo di Filadelfia
- 10 gennaio, san Giovanni II, vescovo di Gerusalemme
- 15 gennaio, san Giovanni Calibita, monaco
- 21 gennaio, san Giovanni Yi Yun-il, padre di famiglia, agricoltore e catechista, martire a Taegu
- 24 gennaio, beato Giovanni Grove (John Grove), martire a Londra
- 27 gennaio, san Giovanni Maria Muzei, uno dei martiri dell'Uganda
- 31 gennaio, san Giovanni Bosco, sacerdote, fondatore dei salesiani e delle salesiane
- 31 gennaio, san Giovanni, martire con san Ciro ad Alessandria d'Egitto
- 1º febbraio, san Giovanni Yi Mun-u, martire a Seul
- 3 febbraio, beato Giovanni Nelson (John Nelson), sacerdote gesuita martire a Tyburn
- 4 febbraio, san Giovanni de Britto (João de Brito), missionario gesuita, martire ad Oriyur (Tamil Nadu)
- 4 febbraio, beato Giovanni Speed (John Speed), martire a Durham
- 6 febbraio, san Juan Soan de Goto, religioso gesuita, martire a Nagasaki
- 7 febbraio, san Giovanni da Triora, missionario francescano, martire a Changsha
- 12 febbraio, beati Giovanni Nutter e Giovanni Munden, sacerdoti, martiri a Tyburn
- 18 febbraio, santi Giovanni Zhang Tianshen e Giovanni Chen Xianheng, martiri nel Guizhou
- 18 febbraio, san Giovanni Pietro Neel, presbitero della Società Parigina delle Missioni Straniere, martire in Cina con altri compagni
- 18 febbraio, beato Giovanni Pibush, sacerdote, martire a Londra
- 23 febbraio, san Giovanni Theristis, monaco nella vallata dello Stilaro
- 27 febbraio, san Giovanni, abate di Gorze
- 7 marzo, beati Giovanni Larke (John Larke) e Giovanni Ireland (John Ireland), presbiteri e martiri a Tyburn
- 8 marzo, san Giovanni di Dio (João de Deus), religioso, fondatore dei fatebenefratelli
- 10 marzo, san Giovanni Ogilvie (John Ogilvie), sacerdote gesuita, martire a Glasgow
- 17 marzo, san Giovanni Sarkander, sacerdote e martire ad Olomouc
- 20 marzo, san Giovanni Nepomuceno (Jan Nepomucký), sacerdote e martire a Praga, patrono della Boemia
- 21 marzo, san Giovanni, abate cistercense di Bonnevaux e vescovo di Valence
- 30 marzo, san Giovanni Climaco, o anche "Giovanni della Scala", "Giovanni Scolastico" e "Giovanni Siniate", monaco sul monte Sinai
- 30 marzo, san Giovanni Gbec'i, eremita in Egitto
- 3 aprile, beato Giovanni da Penna San Giovanni, sacerdote francescano
- 7 aprile, san Giovanni Battista de La Salle, sacerdote e pedagogo francese, fondatore dei Fratelli delle Scuole Cristiane
- 14 aprile, san Giovanni, vescovodi Montemarano
- 7 maggio, san Giovanni di Beverley, vescovo di Hexham e poi di York
- 10 maggio, san Giovanni d'Avila (Juan de Ávila), sacerdote, mistico e predicatore, Dottore della Chiesa
- 18 maggio, san Giovanni I, Papa e martire
- 22 maggio, san Giovanni da Parma, religioso francescano, abate di San Giovanni Evangelista
- 24 maggio, beato Juan de Prado, missionario francescano, martire a Marrakech
- 1º giugno, beato Giovanni Pelingotto, terziario francescano
- 3 giugno, san Giovanni XIII, Papa
- 3 giugno, san Giovanni Grande, religioso dei fatebenefratelli
- 10 giugno (Chiesa ortodossa), san Giovanni di Tobol'sk, religioso e teologo, metropolita di Tobol'sk e di tutta la Siberia
- 11 giugno, san Giovanni da San Facondo (Juan de Sahagún), sacerdote e monaco
- 20 giugno, san Giovanni da Matera, abate di Pulsano
- 21 giugno, san Giovanni Rigby (John Rigby), uno dei Santi quaranta martiri di Inghilterra e Galles
- 22 giugno, san Giovanni Fisher (John Fisher), vescovo di Rochester e martire
- 25 giugno, beato Giovanni di Spagna, priore della certosa di Le Reposoir
- 26 giugno, san Giovanni, martire a Roma con il fratello Paolo
- 2 luglio, Giovanni Becchetti, sacerdote agostiniano
- 3 luglio (Chiesa ortodossa), san Giovanni di Mosca, "Stolto in Cristo"
- 4 luglio, beato Giovanni da Vespignano
- 9 luglio, san Giovanni Alcober, sacerdote domenicano, martire nel Fujian
- 9 luglio, san Giovanni da Colonia, sacerdote domenicano e martire a Brielle
- 12 luglio, san Giovanni Gualberto, monaco, fondatore della congregazione Vallombrosana
- 12 luglio, san Giovanni Jones (John Jones), sacerdote francescano, uno dei Santi quaranta martiri di Inghilterra e Galles
- 23 luglio (29 luglio per la Chiesa ortodossa), san Giovanni Cassiano, monaco
- 1º agosto, beato Giovanni da Rieti, agostiniano
- 2 agosto, beato Giovanni Díaz Nosti, sacerdote, uno dei Martiri Clarettiani di Barbastro
- 4 agosto, san Giovanni Maria Vianney (Jean-Marie Baptiste Vianney), detto il "Curato di Ars", patrono dei parroci
- 9 agosto, beato Giovanni da Salerno, domenicano
- 13 agosto, san Giovanni Berchmans (Jan Berchmans), religioso gesuita, patrono della gioventù studentesca
- 19 agosto, san Giovanni Eudes (Jean Eudes), sacerdote, fondatore degli Eudisti
- 22 agosto, san Giovanni Wall (John Wall), sacerdote, uno dei Santi quaranta martiri di Inghilterra e Galles
- 26 agosto, beato Giovanni Paolo I, Papa
- 29 agosto, beato Giovanni da Perugia, sacerdote francescano, martire con Pietro da Sassoferrato a Valencia
- 3 settembre, san Giovanni il Chiomato, asceta russo, "folle in Cristo", venerato dalla Chiesa ortodossa[senza fonte]
- 11 settembre, san Giovanni Gabriele Perboyre (Jean-Gabriel Perboyre), sacerdote vincenziano, martire a Wuchang
- 13 settembre, san Giovanni Crisostomo, detto anche Giovanni d'Antiochia, patriarca di Costantinopoli, Padre e Dottore della Chiesa
- 16 settembre, san Giovanni Macías (Juan Macías), religioso domenicano
- 29 settembre, san Giovanni da Dukla, sacerdote francescano, patrono di Polonia e Lituania
- 9 ottobre, san Giovanni Leonardi, sacerdote, fondatore dei Leonardini
- 9 ottobre, san Giovanni Enrico Newman, cardinale
- 11 ottobre, San Giovanni XXIII, Papa
- 19 ottobre, san Giovanni de Brébeuf (Jean de Brébeuf), religioso gesuita, uno dei santi martiri canadesi
- 22 ottobre, san Giovanni Paolo II, Papa
- 23 ottobre, san Giovanni da Capestrano, sacerdote francescano, patrono dei cappellani militari
- 8 novembre, beato Giovanni Duns Scoto, detto "Dottor Sottile", filosofo e teologo
- 11 novembre, san Giovanni l'Elemosiniere, patriarca di Alessandria d'Egitto
- 14 novembre, san Giovanni da Tufara, eremita presso Baselice, fondatore del monastero di Santa Maria di Gualdo di Mazzocca
- 27 novembre, san Giovanni Vincenzo, vescovo di Ravenna ed eremita, edificatore della Sacra di San Michele
- 4 dicembre, san Giovanni Damasceno, sacerdote e Dottore della Chiesa
- 4 dicembre, san Giovanni Calabria, sacerdote e fondatore
- 7 dicembre, san Giovanni Esicasta o "Giovanni il Silenziario", vescovo di Colonia di Armenia ed eremita
- 9 dicembre, San Giovanni Diego Cuauhtlatoatzin, veggente della Madonna di Guadalupe
- 13 dicembre, beato Giovanni Marinoni, sacerdote teatino
- 14 dicembre, san Giovanni della Croce (Juan de la Cruz), sacerdote, fondatore dell'Ordine dei Carmelitani Scalzi e dottore della Chiesa
- 17 dicembre, san Giovanni de Matha, sacerdote, fondatore dei Tinitari
- 20 dicembre (Chiesa ortodossa), san Giovanni di Kronštadt, sacerdote
- 23 dicembre (o 20 ottobre), san Giovanni da Kęty o Giovanni Canzio, sacerdote e teologo
- 23 dicembre, san Giovanni Stone (John Stone), sacerdote agostiniano, uno dei Santi quaranta martiri di Inghilterra e Galles

## Persone

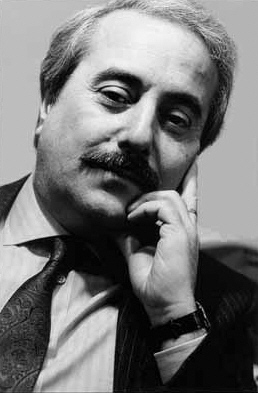
Giovanni Falcone

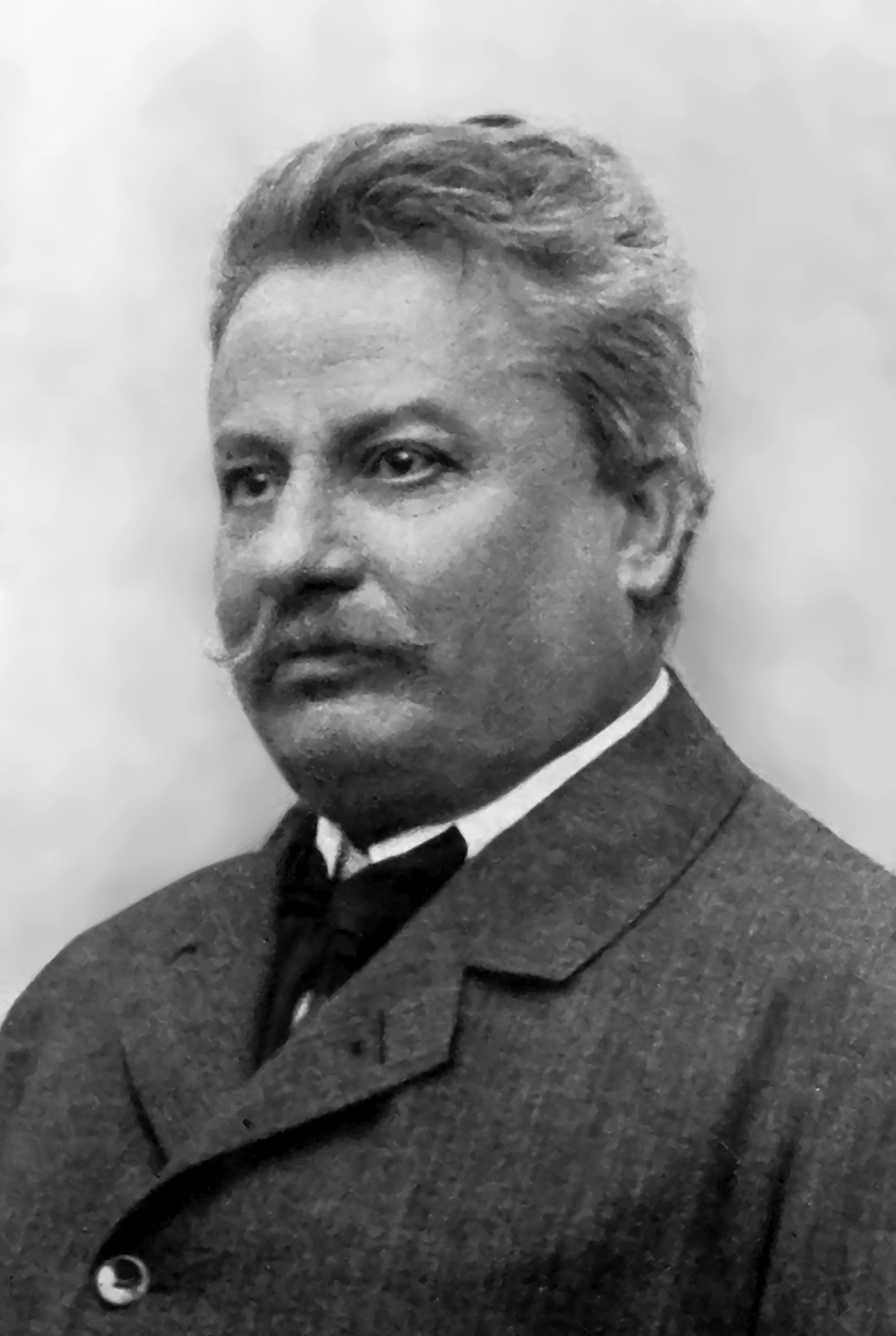
Giovanni Pascoli

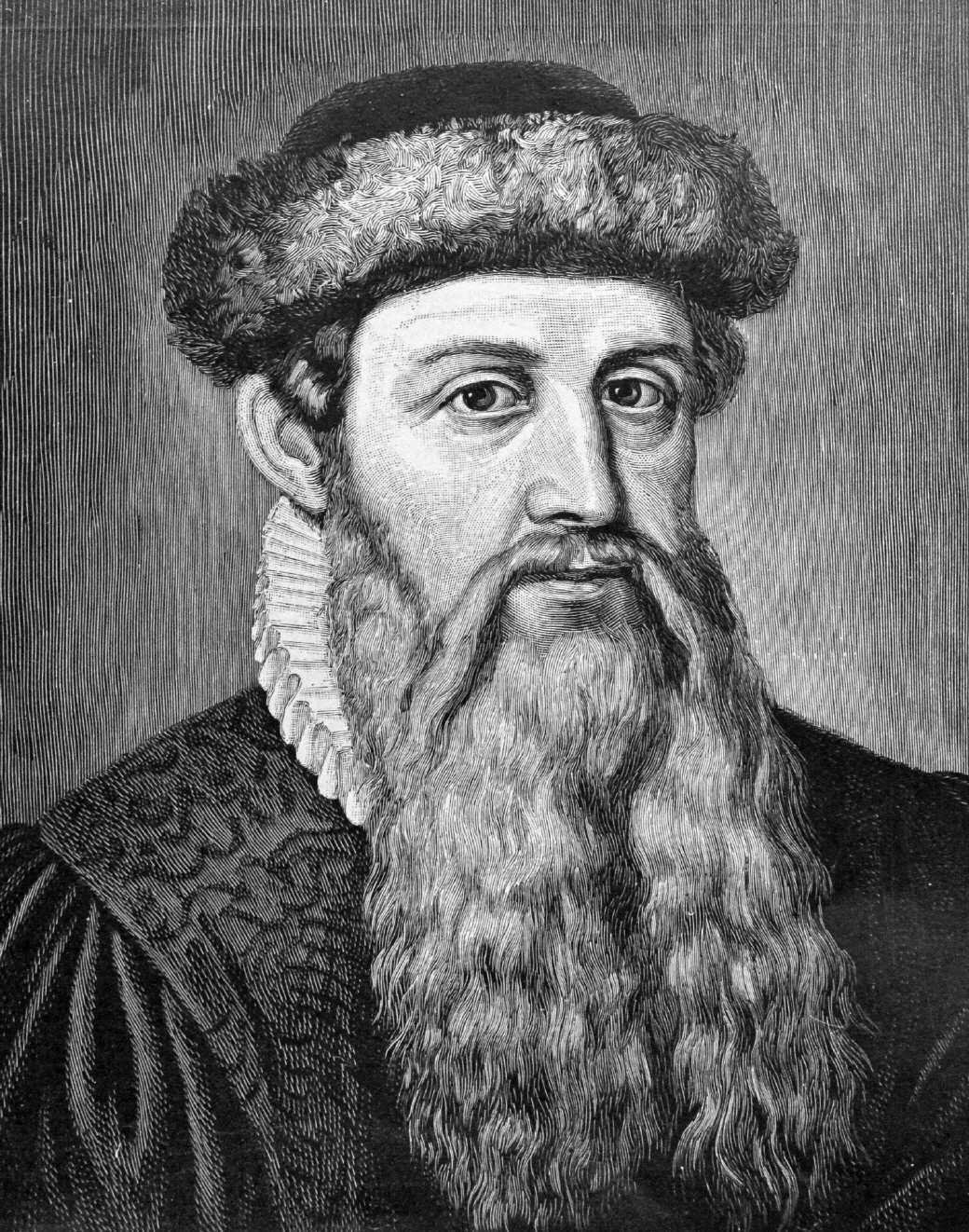
Johannes Gutenberg

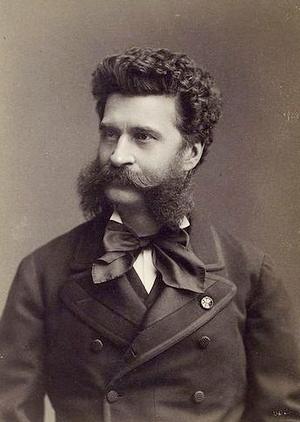
Johann Strauss (figlio)

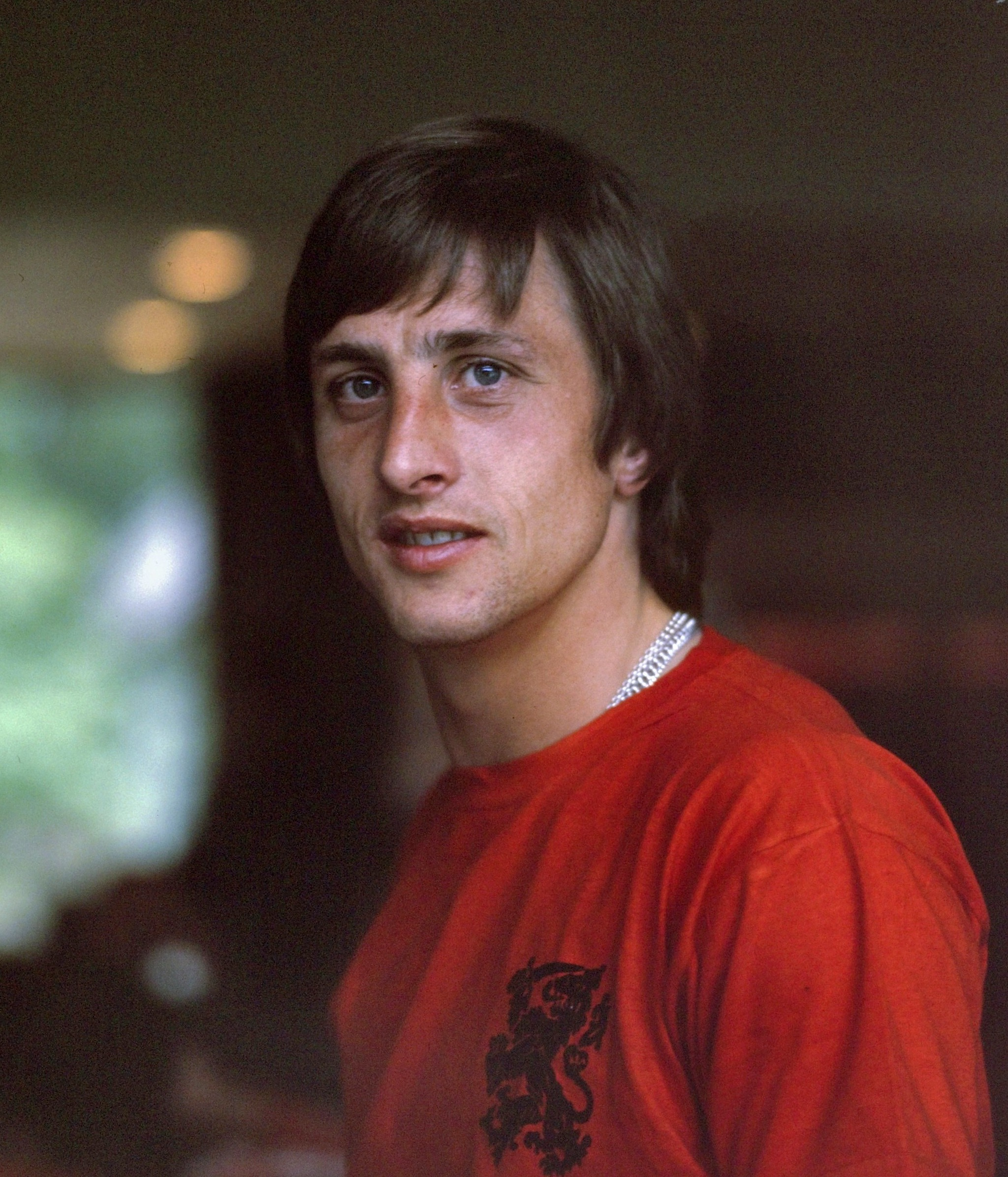
Johan Cruijff

John Keats

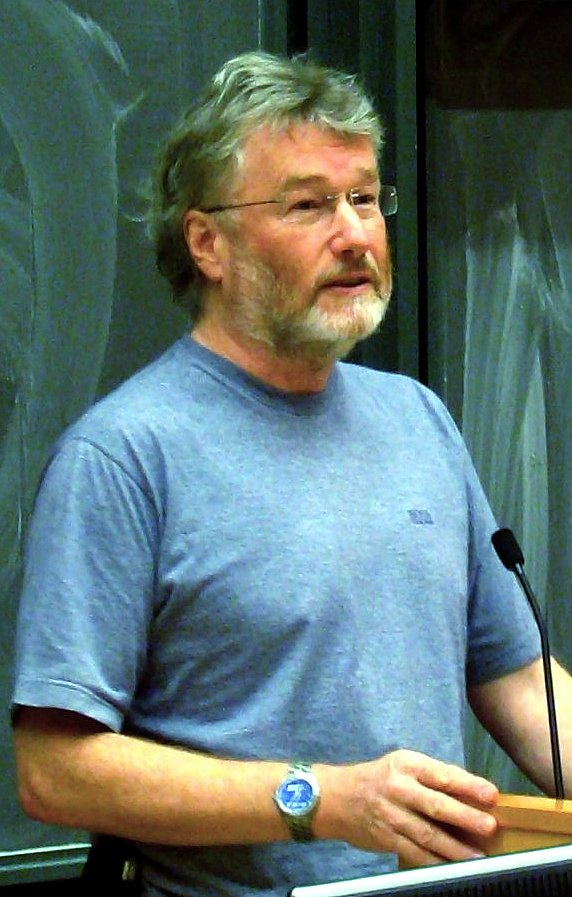
Iain Banks

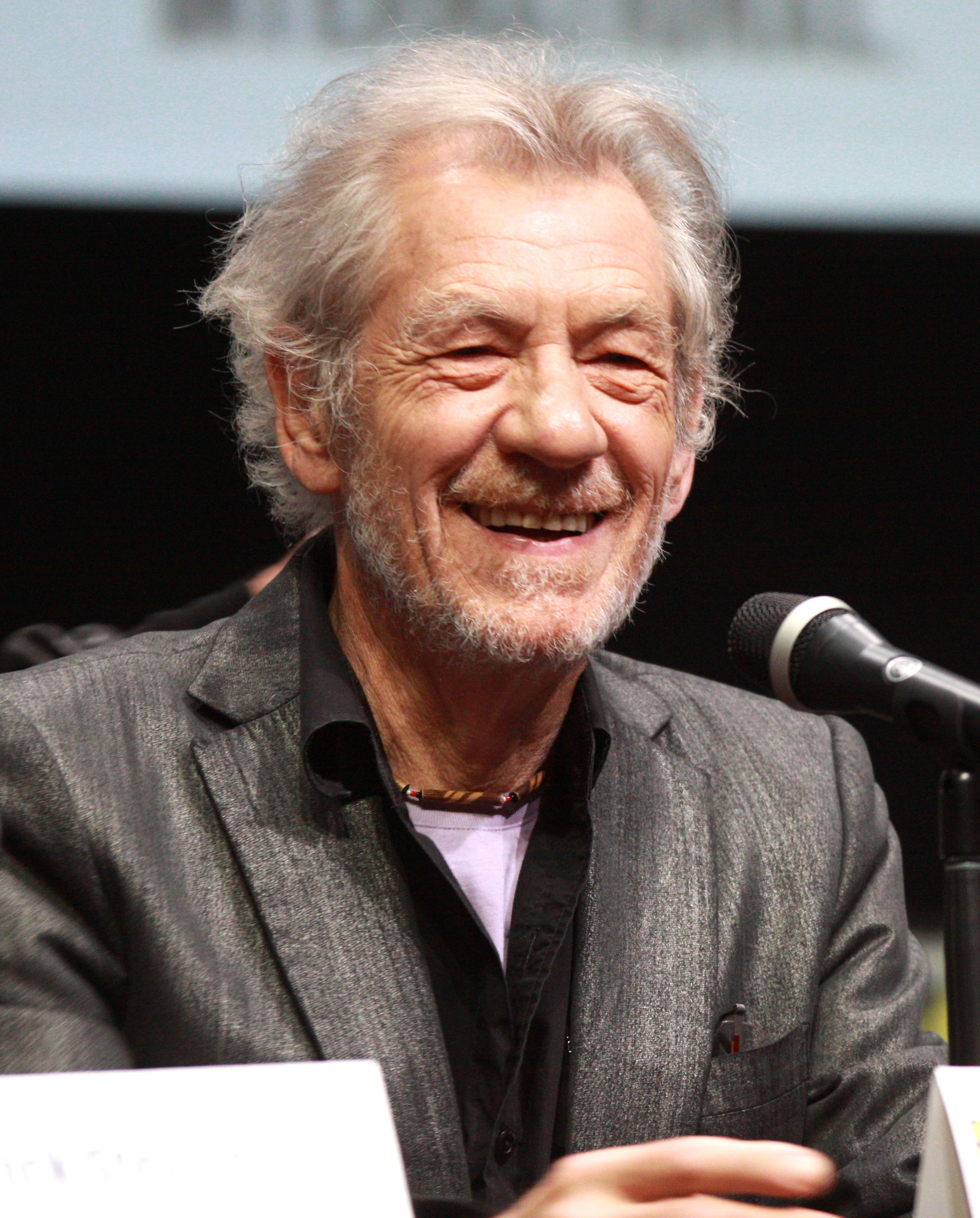
Ian McKellen

Ian Rush

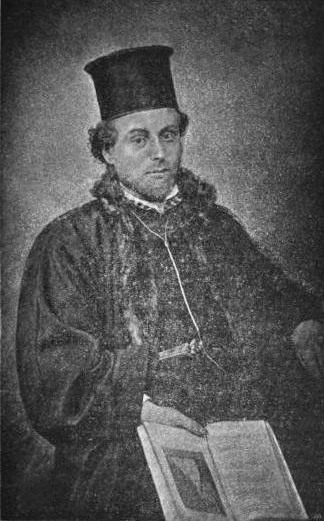
Ion Creangă

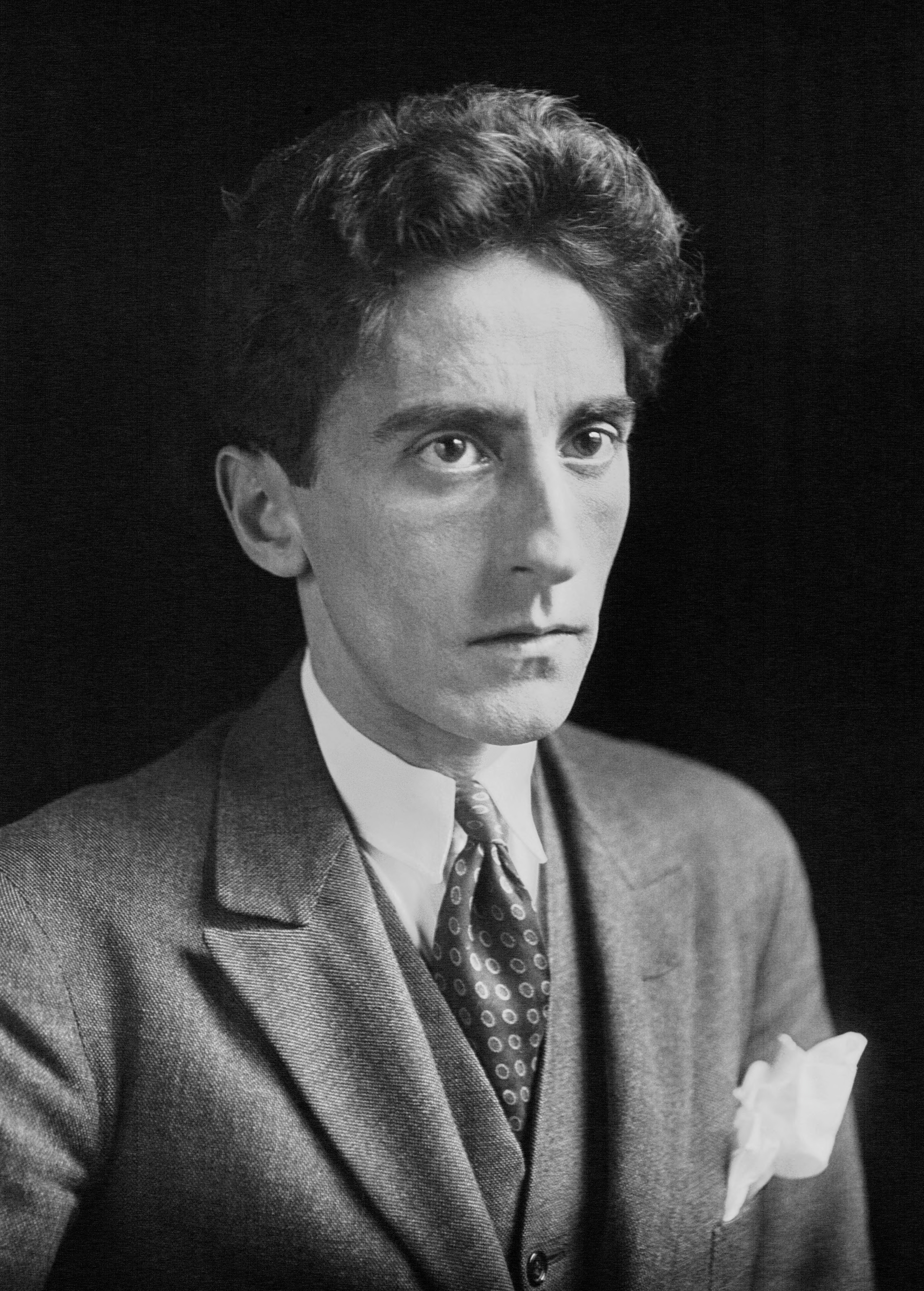
Jean Cocteau

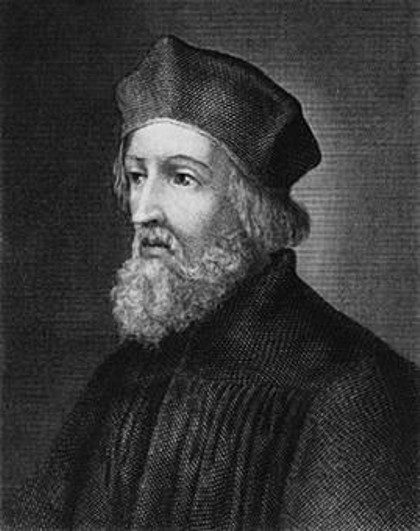
Jan Hus

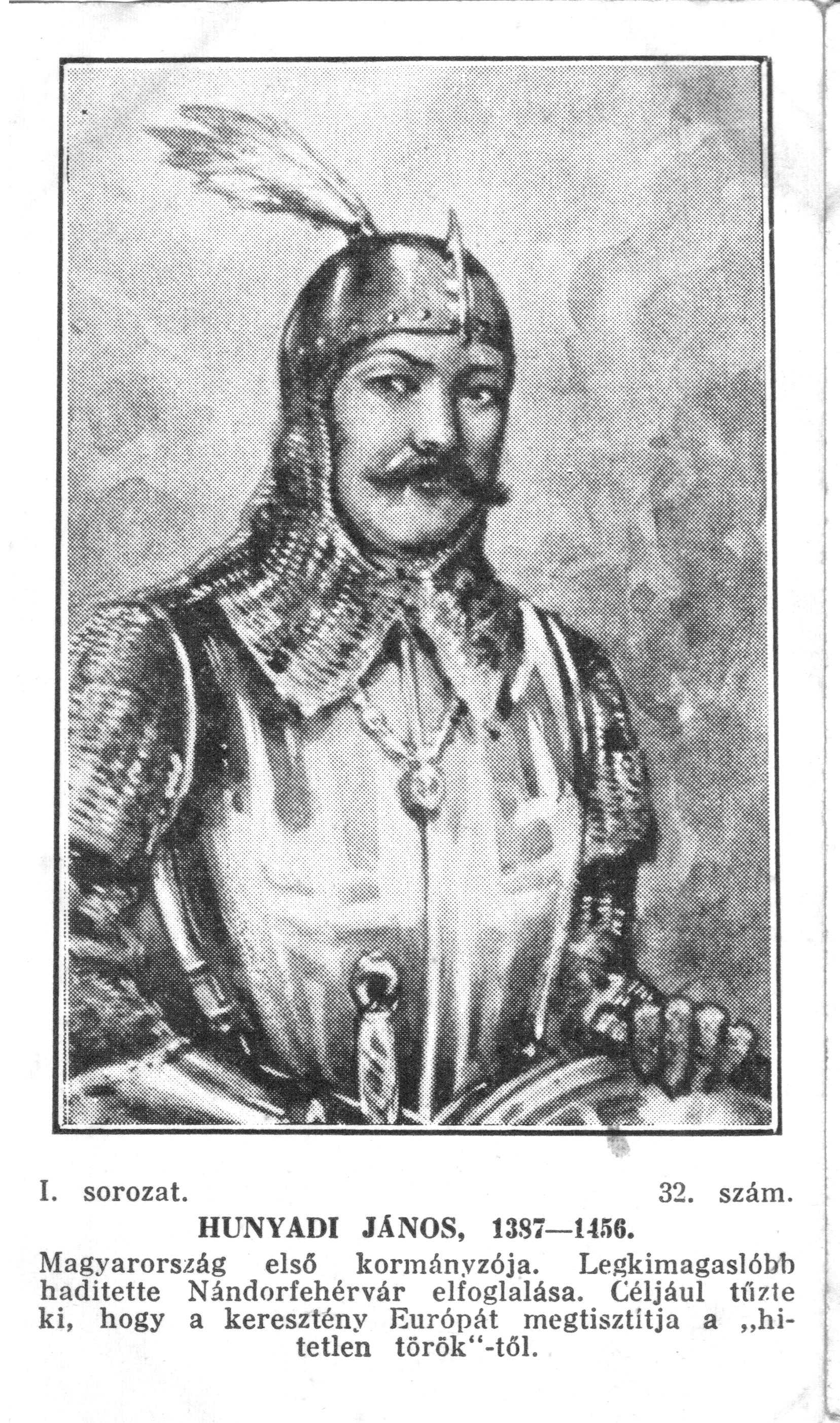
János Hunyadi

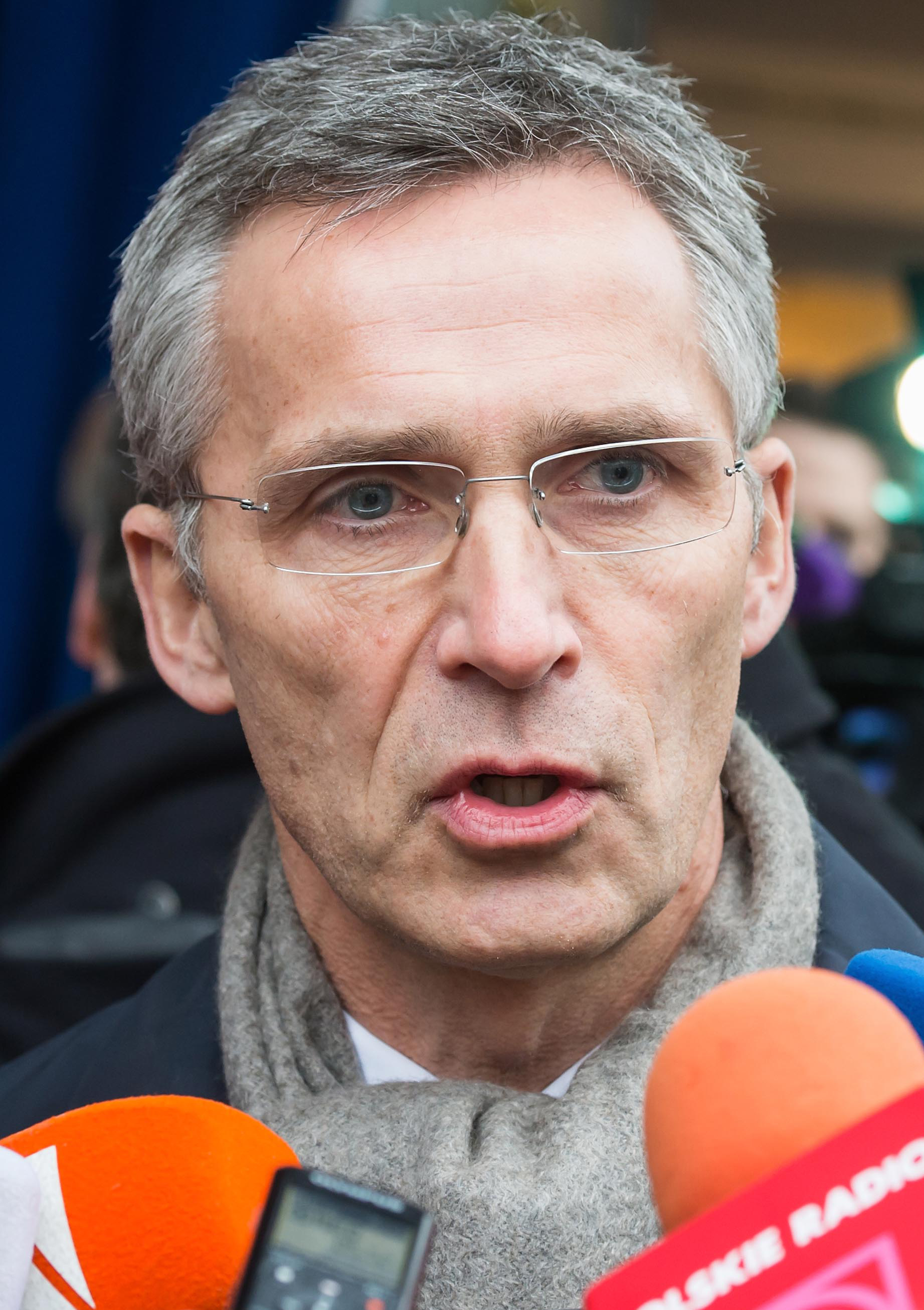
Jens Stoltenberg

- Giovanni d'Inghilterra, detto "Senzaterra", re d'Inghilterra e signore d'Irlanda
- Giovanni dalle Bande Nere, condottiero italiano
- Giovanni di Bicci de' Medici, banchiere italiano, capostipite della famiglia dei Medici
- Giovanni Boccaccio, scrittore e poeta italiano
- Giovanni Borgia figlio, di papa Alessandro VI gonfaloniere di santa romana chiesa
- Giovanni Bellini, pittore italiano
- Giovanni Brunero, ciclista su strada italiano
- Giovanni Caboto, navigatore ed esploratore italiano
- Giovanni Pierluigi da Palestrina, compositore italiano
- Giovanni da Verrazzano, esploratore e navigatore italiano
- Giovanni Della Casa, letterato, scrittore e arcivescovo cattolico italiano
- Giovanni Falcone, magistrato italiano
- Giovanni Floris, giornalista, scrittore e conduttore televisivo italiano
- Giovanni Gentile, filosofo, pedagogista e politico italiano
- Giovanni Giolitti, politico italiano
- Giovanni Gronchi, politico italiano
- Giovanni Keplero, astronomo, matematico, musicista e teologo evangelico tedesco
- Giovanni Lanza, politico italiano
- Giovanni Leone, politico, avvocato e giurista italiano
- Giovanni Nistri, generale italiano
- Giovanni Paisiello, compositore italiano
- Giovanni Papini, scrittore, poeta e aforista italiano
- Giovanni Pascoli, poeta e accademico italiano
- Giovanni Pico della Mirandola, umanista e filosofo italiano
- Giovanni Schiaparelli, astronomo e storico della scienza italiano
- Giovanni Spadolini, politico, storico e giornalista italiano
- Giovanni Storti, comico, attore, sceneggiatore scrittore e regista italiano
- Giovanni Trapattoni, calciatore e allenatore di calcio italiano
- Giovanni Verga, scrittore e drammaturgo italiano

### Variante Johannes
- Johannes Agricola, umanista, teologo e riformatore protestante tedesco
- Johannes Brahms, compositore, pianista e direttore d'orchestra tedesco
- Johannes Dieckmann, giornalista e politico tedesco
- Johannes Gutenberg, orafo, inventore e tipografo tedesco
- Johannes Itten, pittore, designer e scrittore svizzero
- Johannes Reuchlin, filosofo, umanista e teologo tedesco
- Johannes Vermeer, pittore olandese

### Variante Johann
- Johann Sebastian Bach, compositore e musicista tedesco
- Johann Pachelbel, musicista, compositore e organista tedesco
- Johann Puch, ingegnere e imprenditore austriaco
- Johann Strauss padre, compositore tedesco
- Johann Strauss figlio, compositore e direttore d'orchestra austriaco
- Johann Trollmann, pugile tedesco
- Johann Wolfgang von Goethe, scrittore, poeta e drammaturgo tedesco

### Variante Johan
- Johan, trovatore
- Johan Cruijff, calciatore, allenatore di calcio e dirigente sportivo olandese
- Johan Djourou, calciatore ivoriano naturalizzato svizzero
- Johan Hegg, cantante svedese
- Johan Huizinga, storico olandese
- Johan Kristoffersson, pilota automobilistico svedese
- Johan Neeskens, calciatore e allenatore di calcio olandese

### Variante John
- John Belushi, attore, cantante e comico statunitense
- John Bonham, batterista e compositore inglese
- John Carew, calciatore norvegese
- John Carpenter, regista, sceneggiatore e produttore cinematografico statunitense
- John Cena, wrestler, attore e rapper statunitense
- John Cusack, attore, sceneggiatore e produttore cinematografico statunitense
- John Dolmayan, batterista statunitense
- John Frusciante, cantautore e polistrumentista statunitense
- John Gokongwei, imprenditore filippino
- John Keats, poeta inglese
- John Lennon, cantautore, polistrumentista e paroliere britannico
- John Malkovich, attore, regista e produttore cinematografico statunitense
- John Ronald Reuel Tolkien, scrittore, filologo, glottoteta e linguista britannico
- John Travolta, attore, cantante e ballerino statunitense
- John Wayne, attore e regista statunitense

### Variante Iain
- Iain Balshaw, rugbista a 15 britannico
- Iain Banks, scrittore scozzese
- Iain Chambers, antropologo britannico
- Iain Fyfe, calciatore australiano
- Iain Glen, attore scozzese
- Iain Hume, calciatore canadese
- Iain McKinney, cestista britannico
- Iain Pears, storico dell'arte e scrittore britannico
- Iain Softley, regista britannico
- Iain Turner, calciatore scozzese

### Variante Ian
- Ian Anderson, musicista britannico
- Ian Brown, musicista britannico
- Ian Callaghan, calciatore inglese
- Ian Fleming, scrittore britannico
- Ian Harding, attore statunitense
- Ian Holm, attore britannico
- Ian Gillan, musicista inglese
- Ian McKellen, attore britannico
- Ian Rankin, scrittore britannico
- Ian Rush, calciatore gallese
- Ian Smith, politico zimbabwese
- Ian Somerhalder, attore statunitense
- Ian Thorpe, nuotatore australiano

### Variante Ion
- Ion Creangă, scrittore rumeno
- Ion Iliescu, ingegnere, politico e blogger rumeno
- Ion Gheorghe Maurer, avvocato e politico rumeno
- Ion Mincu, architetto, ingegnere, insegnante, teorico e politico rumeno
- Ion Neculce, storico rumeno
- Ion Țiriac, tennista, hockeista su ghiaccio e imprenditore rumeno

### Variante Ján
- Ján Botto, poeta slovacco
- Ján Hollý, presbitero, poeta e traduttore slovacco
- Ján Kadár, regista slovacco
- Ján Svorada, ciclista su strada e dirigente sportivo slovacco naturalizzato ceco

### Variante João
- João Gilberto, chitarrista e cantante brasiliano
- João Moutinho, calciatore portoghese
- João Pedro, calciatore brasiliano
- João Pedro Pereira Silva, calciatore portoghese

### Variante Jean
- Jean Alesi, pilota automobilistico e opinionista francese
- Jean Baudrillard, filosofo e sociologo francese
- Jean Bolland, gesuita e storico belga
- Jean Cocteau, poeta, saggista e drammaturgo francese
- Jean Fouquet,  pittore e miniatore francese
- Jean Gabin, attore francese
- Jean Genet, scrittore, drammaturgo e poeta francese
- Jean Marais, attore francese
- Jean Piaget, psicologo, biologo, pedagogista e filosofo svizzero
- Jean Racine, drammaturgo e scrittore francese
- Jean Renoir, regista, sceneggiatore e scrittore francese
- Jean Sibelius, compositore e violinista finlandese

### Variante Jan
- Jan Brueghel, pittore fiammingo
- Jan Hus, teologo e un riformatore religioso boemo
- Jan Neruda, scrittore, poeta e giornalista ceco
- Jan Palach, patriota cecoslovacco
- Jan Pinkava, regista e animatore ceco naturalizzato britannico
- Jan Syrový, politico cecoslovacco
- Jan Ullrich, ciclista su strada e ciclocrossista tedesco
- Jan Vaerman, matematico fiammingo
- Jan van Eyck, pittore fiammingo
- Jan Vermeer, pittore olandese
- Jan Villerius, calciatore olandese

### Variante János
- János Apáczai Csere, matematico ungherese
- János Arany, poeta ungherese
- János Hunyadi, condottiero e politico ungherese
- János Sajnovics, linguista, astronomo e gesuita ungherese
- János Vitéz, arcivescovo cattolico, umanista e cardinale ungherese.

### Variante Juan
- Juan Sebastián Elcano, esploratore
- Juan Sebastián Verón, calciatore argentino
- Juan Manuel Fangio, pilota automobilistico argentino
- Juan Pablo Montoya, pilota automobilistico colombiano

### Variante Jens
- Jens Janse, calciatore olandese
- Jens Jeremies, calciatore tedesco
- Jens Kidman, cantante e musicista svedese
- Jens Lehmann, calciatore tedesco
- Jens Müller, slittinista tedesco
- Jens Stoltenberg, politico norvegese
- Jens Weidmann, economista tedesco

### Variante Johnny
- Johnny Cash, cantautore, chitarrista e attore statunitense
- Johnny Depp, attore, regista, musicista e produttore cinematografico statunitense
- Johnny Dorelli, cantante italiano
- Johnny Eck, artista e attore statunitense
- Johnny Galecki, attore statunitense
- Johnny Sheffield, attore statunitense
- Johnny Thunders, cantante, chitarrista e paroliere statunitense
- Johnny Weir, pattinatore artistico su ghiaccio statunitense

## Il nome nelle arti
- Don Giovanni è una delle figure più celebri della letteratura, ripresa in numerosissime opere letterarie, teatrali, e cinematografiche.
- John Darling é uno dei personaggi importanti nelle opere di Peter Pan, creato nel 1902 da J. M. Barrie.
- Giovanni è il principale antagonista nella serie dei Pokémon.
- Johnny (Kyosuke Kasuga in originale) è il protagonista dell'omonima serie anime e manga È quasi magia Johnny.
- Jean-Luc Picard è un personaggio della serie televisiva di fantascienza Star Trek - The Next Generation.
- Giovanni Auditore da Firenze personaggio immaginario del videogioco Assassin's Creed II e protagonista del cortometraggio Assassin's Creed: Lineage appartenente alla serie videoludica di Assassin's Creed.
- Jean Bonnet è un personaggio del libro e film Arrivederci ragazzi di Louis Malle.
- Giovanni Busacca è il protagonista del film del 1959 La grande guerra, per la regia di Mario Monicelli.
- John Constantine protagonista della serie a fumetti della DC Comics Hellblazer.
- Giovanni Drogo è il protagonista del romanzo Il deserto dei Tartari di Dino Buzzati.
- Giovanni Episcopo è il protagonista del romanzo omonimo di Gabriele D'Annunzio.
- Giovanni Percolla è il protagonista del romanzo Don Giovanni in Sicilia di Vitaliano Brancati, nonché del film omonimo che ne fu tratto nel 1967 per la regia di Alberto Lattuada.
- John D. Rockerduck è un personaggio del mondo dei paperi Disney.
- Jean Valjean è il protagonista del romanzo I miserabili di Victor Hugo.
- Giovanni Vivaldi è il protagonista del film del 1977 Un borghese piccolo piccolo, per la regia di Mario Monicelli.
- John H. Watson è il fedele compagno del detective Sherlock Holmes nella celebre serie di romanzi gialli di Arthur Conan Doyle.
- Il Maresciallo Giovanni Rocca è il protagonista della serie televisiva Il maresciallo Rocca.
- Johan Jacobsen è un personaggio del videogioco Metal Gear 2: Solid Snake.
- Johnny Sasaki è un personaggio della serie di videogiochi Metal Gear.
- Johnny, personaggio del franchise Guilty Gear.
- Johnny Joestar è un personaggio de Le bizzarre avventure di JoJo.
- Johnny Bravo, protagonista dell'omonimo cartone animato.
- Johnny Blade, è una canzone della band Black Sabbath.
- Johan Liebert è l'antagonista del manga Monster.
- John Kirk è un personaggio della miniserie televisiva The Generi.